# Time After Time (bài hát của Cyndi Lauper)
"Time After Time" là một bài hát của ca sĩ kiêm nhạc sĩ người Mỹ Cyndi Lauper, nằm trong album phòng thu đầu tay của cô, She's So Unusual (1983). Bài hát có sự góp giọng nền của Rob Hyman (đồng tác giả), do Rick Chertoff sản xuất và được phát hành như là một đĩa đơn vào ngày 27 tháng 1 năm 1984. Đây là đĩa đơn thứ hai trích từ album và trở thành hit quán quân đầu tiên của Lauper ở Mỹ. Nó được viết trong giai đoạn cuối cùng của album, sau khi "Girls Just Wanna Have Fun", "She Bop" và "All Through the Night" đã được viết. Việc sáng tác bắt đầu với tựa bài hát, mà Lauper đã thấy trên tạp chí TV Guide, đề cập đến bộ phim khoa học viễn tưởng năm 1979 Time After Time.
"Time After Time" hầu hết nhận được những đánh giá tích cực từ các nhà phê bình âm nhạc, trong đó họ cho rằng đây là một bài hát tình yêu hay và đáng nhớ, cũng như coi đây là ca khúc hay nhất của Lauper. Bài hát đã được chọn là một trong những bản tình ca hay nhất mọi thời đại bởi nhiều phương tiện truyền thông, bao gồm Rolling Stone, Nerve, MTV... Nó cũng nhận được một đề cử giải Grammy cho Bài hát của năm vào năm 1985.
Bài hát đã thu được nhiều thành công trên các bảng xếp hạng, trở thành đĩa đơn đầu tiên của cô đạt vị trí số 1 trên Billboard Hot 100 vào ngày 9 tháng 6 năm 1984 và trụ vững ở đó trong hai tuần. Trên thị trường quốc tế, đây được xem là ca khúc thành công nhất của Lauper, sau "Girls Just Want to Have Fun", khi đạt vị trí thứ 3 trên bảng xếp hạng đĩa đơn tại Vương quốc Anh và thứ 6 tại Úc. Bài hát cũng được biết đến với nhiều phiên bản hát lại của một loạt các nghệ sĩ như Miles Davis, Eva Cassidy, Lil Mo. Ngoài ra, nó còn có một phiên bản acoustic được hát bởi Lauper với Sarah McLachlan trong album năm 2005, The Body Acoustic. Lauper đã biểu diễn ca khúc trực tiếp với Patti LaBelle hai lần vào năm 1985 và 2004 cũng như với Sarah McLachlan tại Giải thưởng Âm nhạc Mỹ năm 2005, và với rapper Lil 'Kim năm 2009.

## Giải thưởng và đề cử
Thắng
- 1984 – Giải thưởng Video Mỹ cho Nghệ sĩ nữ trình diễn xuất sắc nhất
- 1984 – Giải thưởng Video Mỹ cho Video Pop xuất sắc nhất
- 1984 – Giải thưởng BMI hạng mục Pop
- 1984 – Giải thưởng Billboard cho Nghệ sĩ nữ trình diễn xuất sắc nhất
- 1985 – Giải thưởng Pro Canada cho Bài hát quốc tế xuất sắc nhất
- 2008 – Giải thưởng BMI Millionaire cho 5 triệu lượt yêu cầu trên Radio Mỹ
- 2009 – Giải thưởng BMI hạng mục Pop

Đề cử
- 1984 - Giải thưởng video âm nhạc của MTV – Nghệ sĩ mới xuất sắc nhất
- 1984 – Giải Video âm nhạc của MTV cho Video xuất sắc nhất của nữ ca sĩ
- 1984 – Giải Video âm nhạc của MTV cho Đạo diễn xuất sắc nhất
- 1985 - Giải Grammy – Bài hát của năm

### Danh sách bài hát hay nhất
| Năm  | Đơn vị        | Danh sách                             | Bài hát           | Xếp ạhng |
| ---- | ------------- | ------------------------------------- | ----------------- | -------- |
| 2000 | Rolling Stone | 100 bài hát Pop hay nhất              | "Time After Time" | #66      |
| 2000 | MTV           | 100 bài hát Pop hay nhất              | "Time After Time" | #66      |
| 2003 | VH1           | 100 bài hát hay nhất trong 25 năm qua | "Time After Time" | #22      |
| 2006 | VH1           | 100 bài hát hay nhất của thập niên 80 | "Time After Time" | #19      |

## Danh sách bài hát
| Đĩa đơn tại Châu Âu 1. "Time After Time" (bản 12") – 5:02 (Cyndi Lauper; Rob Hyman) 2. "I'll Kiss You" – 4:12 (Cyndi Lauper; Jules Shear) 3. "Girls Just Want to Have Fun" (phiên bản mở rộng) – 6:08 (Robert Hazard) 4. "Girls Just Want to Have Fun" (không lời) – 7:10 (Robert Hazard) Đĩa Vinyl, 7" tại Mỹ 1. "Time After Time" 2. "I'll Kiss You" |

## Xếp hạng
| Bảng xếp hạng (1984)              | Vị trí cao nhất |
| --------------------------------- | --------------- |
| Australia (Kent Music Report)     | 6               |
| Áo (Ö3 Austria Top 40)            | 5               |
| Belgian Singles Chart (Wallonia)  | 3               |
| Canada Top Singles (RPM)          | 1               |
| Dutch Top 40                      | 5               |
| Pháp (SNEP)                       | 9               |
| Đức (GfK)                         | 6               |
| Ireland (IRMA)                    | 2               |
| Italy (FIMI)                      | 5               |
| Nhật Bản (Japan Hot 100)          | 56              |
| New Zealand (Recorded Music NZ)   | 3               |
| Thụy Điển (Sverigetopplistan)     | 10              |
| Thụy Sĩ (Schweizer Hitparade)     | 7               |
| Anh Quốc (OCC)                    | 3               |
| Hoa Kỳ Billboard Hot 100          | 1               |
| US Adult Contemporary (Billboard) | 1               |

| Bảng xếp hạng (2006)                  | Vị trí cao nhất |
| ------------------------------------- | --------------- |
| Hoa Kỳ Adult Contemporary (Billboard) | 14              |

| Bảng xếp hạng (2014)              | Vị trí cao nhất |
| --------------------------------- | --------------- |
| US Billboard Hot Dance Club Songs | 2               |

| Bảng xếp hạng (1984) | Vị trí |
| -------------------- | ------ |
| Canadian RPM Singles | 8      |
| UK Singles Chart     | 25     |
| US Billboard Hot 100 | 17     |

| Bảng xếp hạng (2007)                  | Vị trí cao nhất |
| ------------------------------------- | --------------- |
| New Zealand (Recorded Music NZ)       | 35              |
| Hoa Kỳ Digital Song Sales (Billboard) | 73              |
| Hoa Kỳ Billboard Hot 100              | 102             |
| US Billboard Pop 100                  | 57              |

| Quốc gia                                                                           | Chứng nhận | Số đơn vị/doanh số chứng nhận |
| ---------------------------------------------------------------------------------- | ---------- | ----------------------------- |
| Canada (Music Canada)                                                              | Bạch kim   | 100.000^                      |
| Anh Quốc (BPI)                                                                     | Bạc        | 250.000^                      |
| Hoa Kỳ (RIAA)                                                                      | Vàng       | 500.000^                      |
| Nhạc số                                                                            |            |                               |
| Hoa Kỳ (RIAA)                                                                      | Vàng       | 500.000^                      |
| * Chứng nhận dựa theo doanh số tiêu thụ. ^ Chứng nhận dựa theo doanh số nhập hàng. |            |                               |

| Quốc gia                                                                                              | Chứng nhận | Số đơn vị/doanh số chứng nhận |
| --- | ---------- | ----------------------------- |
| Hoa Kỳ (RIAA)                                                                                         | Vàng       | 500.000‡                      |
| ^ Chứng nhận dựa theo doanh số nhập hàng. ‡ Chứng nhận dựa theo doanh số tiêu thụ và phát trực tuyến. |            |                               |

| Quốc gia                                  | Chứng nhận | Số đơn vị/doanh số chứng nhận |
| ----------------------------------------- | ---------- | ----------------------------- |
| Hoa Kỳ (RIAA)                             | Vàng       | 500.000^                      |
| ^ Chứng nhận dựa theo doanh số nhập hàng. |            |                               |